# Storthyngura truncata
Storthyngura truncata là một loài chân đều trong họ Munnopsidae. Loài này được Richardson miêu tả khoa học năm 1908.